# Ao Vivo (álbum de Leonardo)
Ao Vivo é o primeiro álbum ao vivo e o primeiro DVD do cantor brasileiro Leonardo em carreira solo, lançado em 1999 pela BMG. Foi gravado nos dias 25 e 26 de junho de 1999 no Olympia, São Paulo.
O álbum traz grandes sucessos do cantor com o saudoso Leandro, como "Não Aprendi a Dizer Adeus", "Pense em Mim", "Entre Tapas e Beijos", "Um Sonhador", "Temporal de Amor" e "Eu Juro", além de um medley de clássicos da Jovem Guarda, como é o caso de "Negro Gato", "Vem Quente Que Eu Estou Fervendo", "Gatinha Manhosa", "Quando", "Sentado à Beira do Caminho" e "O Bom".

## Faixas

### CD 1
| N.º | Título                                          | Compositor(es)                                                | Duração |  |
| 1.  | "Negro Gato / Vem Quente Que Eu Estou Fervendo" | Getúlio Côrtes; Carlos Imperial / Eduardo Araújo              | 2:21    |  |
| 2.  | "Entre Tapas e Beijos / Gatinha Manhosa"        | Nilton Lamas / Antônio Bueno; Roberto Carlos / Erasmo Carlos  | 1:44    |  |
| 3.  | "Custe O Que Custar / Quando"                   | Édson Ribeiro / Hélio Justo; Roberto Carlos                   | 1:36    |  |
| 4.  | "Sentado à Beira do Caminho / Não Olhe Assim"   | Roberto Carlos / Erasmo Carlos; César Augusto / César Rossini | 2:18    |  |
| 5.  | "Feche Os Olhos (All My Loving)"                | John Lennon / Paul McCartney (versão: Renato Barros)          | 0:43    |  |
| 6.  | "O Calhambeque (Road Hog)"                      | John D. Loudermilk / Gwen Loudermilk (versão: Erasmo Carlos)  | 0:53    |  |
| 7.  | "O Bom / Rua Augusta"                           | Carlos Imperial; Hervé Cordovil                               | 1:33    |  |
| 8.  | "Negro Gato"                                    | Getúlio Côrtes                                                | 1:26    |  |
| 9.  | "Um Sonhador"                                   | César Augusto / Piska                                         | 4:03    |  |
| 10. | "Temporal de Amor"                              | Cecílio Nena                                                  | 4:33    |  |
| 11. | "Dia de Rodeio"                                 | Cacá Morais / Marcos Sabino / Gil Cardoso                     | 4:02    |  |
| 12. | "Amor Dividido"                                 | Negro Cosmo / Anísio Ramos                                    | 4:11    |  |
| 13. | "Entre Tapas e Beijos"                          | Nilton Lamas / Antônio Bueno                                  | 3:37    |  |

### CD 2
| N.º | Título                                 | Compositor(es)                                                      | Duração |  |
| 1.  | "Eu Juro (I Swear)"                    | Frank Joseph Myers / Gary Baker (versão: Demian)                    | 5:52    |  |
| 2.  | "Mano"                                 | Paulo Debétio / Paulinho Rezende / Chitãozinho / Xororó             | 5:54    |  |
| 3.  | "Deu Medo"                             | César Augusto / Cecílio Nena                                        | 4:16    |  |
| 4.  | "Desculpe, mas Eu Vou Chorar"          | César Augusto / Gabriel                                             | 4:15    |  |
| 5.  | "Não Aprendi a Dizer Adeus"            | Joel Marques                                                        | 3:36    |  |
| 6.  | "Índia (India)" (part. Adriana Farias) | José Asunción Flores / Manuel Ortiz Guerrero (versão: José Fortuna) | 3:26    |  |
| 7.  | "Pense em Mim (Piensa En Mi)"          | Douglas Maio / José Ribeiro / Mário Soares                          | 3:38    |  |
| 8.  | "Cerveja"                              | César Augusto / César Rossini                                       | 3:32    |  |
| 9.  | "Festa de Rodeio"                      | César Augusto / César Rossini / Reinaldo Barriga                    | 4:23    |  |
| 10. | "Cumade e Cumpade"                     | Rivanil                                                             | 3:27    |  |

### DVD
1. "Negro Gato / Vem Quente Que Eu Estou Fervendo / Entre Tapas e Beijos / Gatinha Manhosa / Custe o Que Custar / Quando / Sentado à Beira do Caminho / Não Olhe Assim / Feche os Olhos (All My Loving) / O Calhambeque (Road Hog) / O Bom / Rua Augusta / Negro Gato"
2. "Um Sonhador"
3. "Temporal de Amor"
4. "Dia De Rodeio"
5. "Amor Dividido"
6. "Mentira Que Virou Paixão"
7. "Entre Tapas e Beijos"
8. "Eu Juro (I Swear)"
9. "Mano"
10. "Deu Medo"
11. "Desculpe, mas Eu Vou Chorar"
12. "Não Aprendi a Dizer Adeus"
13. "Índia (India)" (part. Adriana Farias)
14. "Pense em Mim (Piensa En Mi)"
15. "Cerveja"
16. "Festa de Rodeio"
17. "Cumade E Cumpade"
18. "I´ll Go On Loving You (Vou Seguir Te Amando)" (part. Alan Jackson)
19. "Mentira Que Virou Paixão"
20. "120...150...200 Km Por Hora"

## Ficha técnica

### Show
- Direção musical: Ney Marques, Elias Almeida e José Almeida
- Maestro: Ney Marques
- Trompete e flugel: Tenisson Caldas (arranjo de metais)
- Flauta e sax: Carlos Malaquias
- Teclados: José Antonio Almeida
- Bateria: Cláudio Baeta Moro
- Baixo: João Bosco Fonseca
- Guitarras e violões: Elias Almeida e Ney Marques
- Percussão: Chacal
- Vocais: Adriana Farias, Valma Ruggeri e William Almeida

### Disco
- Direção artística: Jorge Davidson
- Gravado ao vivo no Olympia nos dias 25 e 26 de junho de 1999
- Engenheiro de gravação: Santiago
- Mixado nos Studios Mosh
- Engenheiro de mixagem: Luis Paulo Serafim
- Assistentes: Bam Bam e Santiago Rasputim
- Engenheiro de sincronismo e Pro Tools: Pedro Fontanari
- Masterização: Studios Mosh
- Engenheiro: Walter Lima
- DVD Authoring: Flavio Favero
- Capa: L&A Studio
- Fotos: Chico Audi
- Projeto Gráfico: Alberto Villar e Lêka Coutinho
- Coordenação Gráfica: Luis Felipe Couto e Emil Ferreira

## Certificações
| País          | Certificação | Data | Certificado de vendas |
| ------------- | ------------ | ---- | --------------------- |
| Brasil - ABPD | Diamante     | 1999 | 1.050.000             |